# Jean-Reinhard II de Hanau-Lichtenberg
Le comte Jean-Reinhard II de Hanau-Lichtenberg (2 février 1628 à Bouxwiller – 25 avril 1666 à Rheinau) est un des plus jeunes fils du comte Philippe-Wolfgang de Hanau-Lichtenberg (1595-1641) et de la comtesse Jeanne d'Oettingen-Oettingen (d. 1639).

## Nombre Ordinal
Bien qu'il ait été un des plus jeunes fils et n'ait jamais régné comme comte, il est généralement considéré comme Jean Reinhard (II) dans la documentation pertinente. Il est le petit-fils de Jean-Reinhard Ier de Hanau-Lichtenberg (1559-1626) et le père de Johann Reinhard III de Hanau-Lichtenberg (1665-1736), mais il n'a jamais régné lui-même. Pour indiquer qu'il n'a pas été comte, le numéro de séquence est parfois placé entre parenthèses après son nom.

## Biographie
Il est envoyé, avec son frère Jean-Philippe de Hanau-Lichtenberg, pour un Grand Tour à travers l'Allemagne, les Pays-Bas, l'Angleterre, la France et la Suisse. Il visite ensuite le Diète d'Empire à Nuremberg, en 1650, qui est dédié aux problèmes de l'application de la Paix de Westphalie.
Le testament de son père lui accorde le district de Lichtenau dans la Hesse et de Rheinau comme résidence. En 1653, il participe au Reichstag à Ratisbonne.
Jean-Reinhard est décédé le 25 avril 1666, et est enterré dans le caveau du Château de Lichtenberg. Deux sermons funéraires sont publiés: l'un par Georges Linus, le Surintendant du comté de Hanau, avec une contribution de Philipp Jacob Spener et un autre qui comprenait une contribution par Quirinus Moscherosch.

## Mariage et descendance
Le 19 octobre 1659, il se marie en Bischweiler (maintenant Bischwiller, France) avec Anne de Birkenfeld-Bischweiler (1640-1693). Ils ont cinq enfants:
- Jeanne-Madeleine de Hanau-Lichtenberg (18 décembre 1660 à Bischofsheim am Hohen Steg - 21 août 1715). Elle est enterrée dans l'Église sainte-Marie de Hanau[3]; et se marie le 5 décembre 1685 à Jean-Charles-Auguste de Leiningen-Dagsbourg-Falkenbourg (17 mars 1662 - 3 novembre 1698).
- Louise-Sophie de Hanau-Lichtenberg (11 avril 1662 à Bischofsheim am Hohen Steg - 9 avril 1751 à Ottweiler); mariée le 27 septembre 1697 à Frédéric-Louis de Nassau-Ottweiler (13 novembre 1651 - 25 mai 1728)
- Françoise-Albertine de Hanau-Lichtenberg (1er mai 1663 à Bischofsheim am Hohen Steg - 1736 à Ottweiler); célibataire.
- Philippe Reinhard de Hanau-Münzenberg (2 août 1664 à Bischofsheim am Hohen Steg - 4 octobre 1712 au château de Philippsruhe à Hanau)
- Jean-Reinhard III de Hanau-Lichtenberg (31 juillet 1665 à Bischofsheim am Hohen Steg - 28 mars 1736 au château de Philippsruhe).

En outre, Johann Reinhard a une liaison extraconjugale avec Marie-Madeleine de Lindenau (aussi: Lindau) (morte après 1680). Elle est la fille du Lieutenant-colonel von Lindenau (décès: 1er décembre 1640), qui a auparavant servi dans l'armée suédoise et est nommé commandant de la forteresse de Hanau, en tant que successeur de Johann Hiver von Güldenborn. Après sa mort, il est remplacé par Charles-Casimir de Landras Jean-Reinhard et Marie-Madeleine ont au moins un fils:
- Jean-Reinhard de Lichtenfels (naissance: 1656 ou plus tôt[6] est mort après 1689[7].)